# Internet Low Bitrate Codec
Internet Low Bitrate Codec (ILBC) je ztrátový open source kodek pro kompresi hlasu, který se hojně používá ve VoIP.
Používá bitrate 15,2 nebo 13,3 kbit/s, vzorkovací kmitočet 8 kHz a podporuje PLC. Je to CBR Constant BitRate kodek (nepodporuje VBR).